# Art culinari

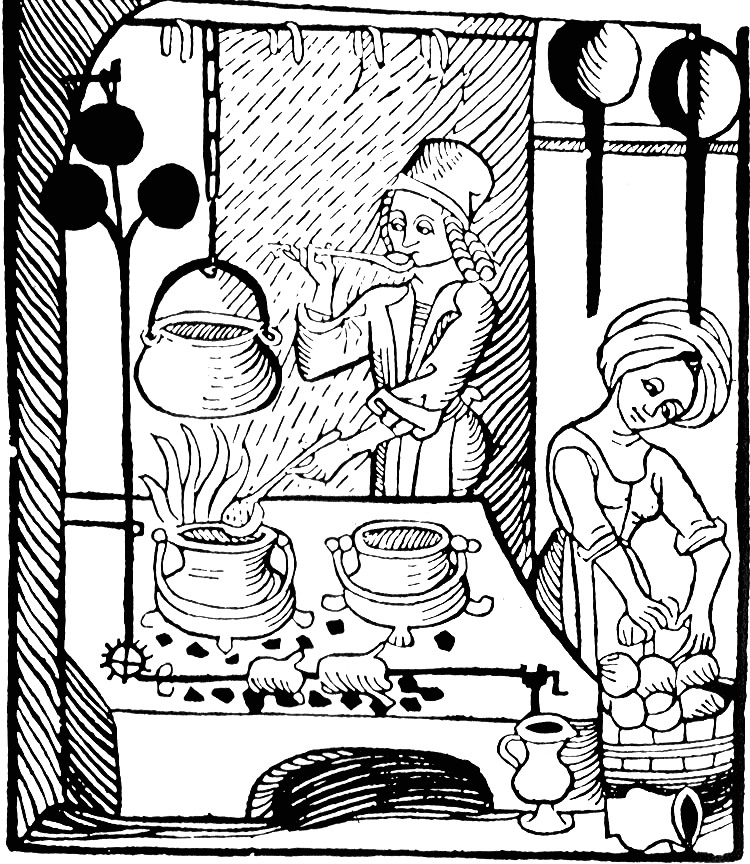

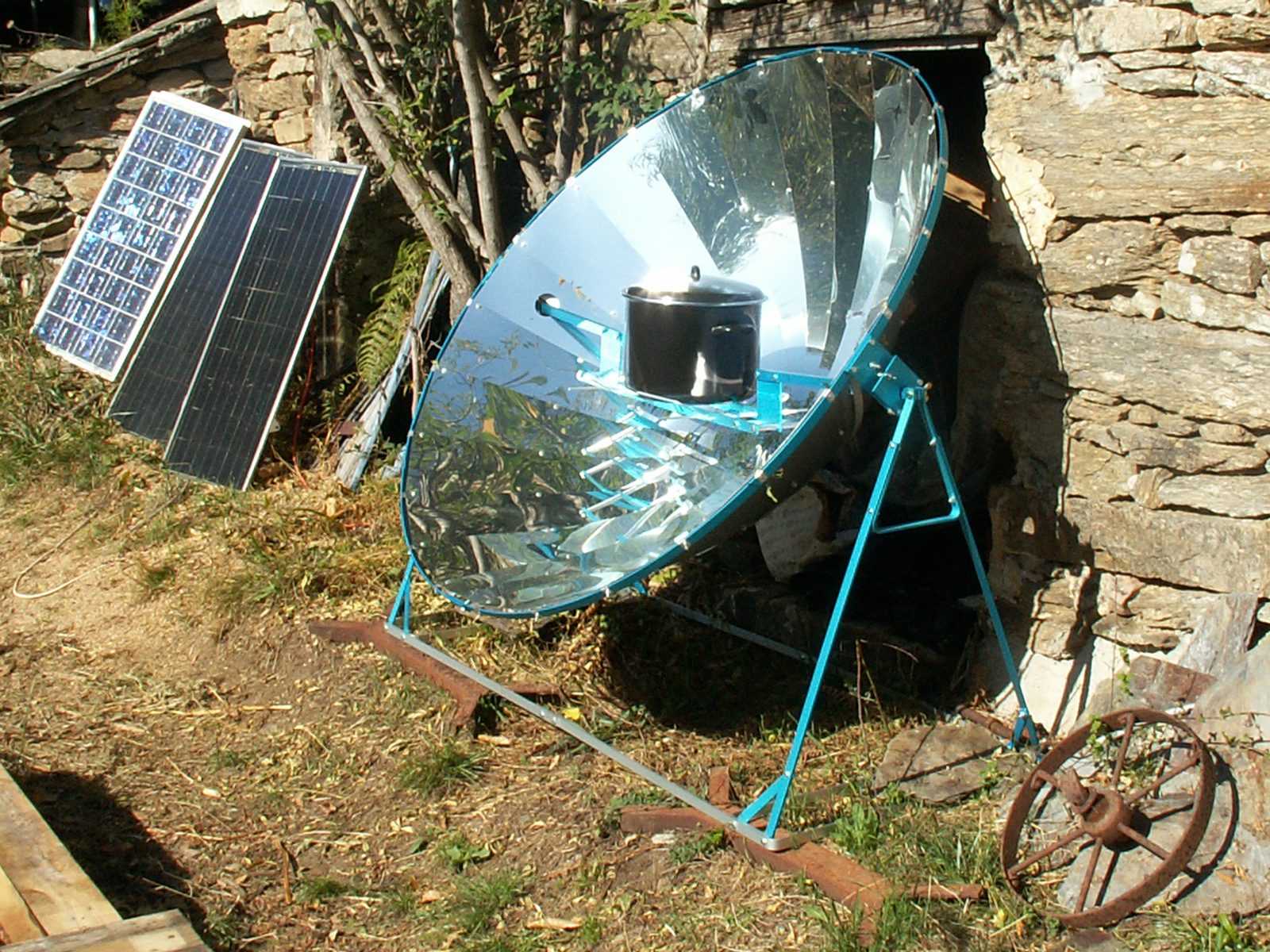
Cuinar amb el sol.

La culinària o art culinari és una forma creativa de preparar els aliments i depèn molt de la cultura, en termes de coneixements respecte als aliments, la seva forma de preparar-los, així com dels rituals socials establerts al voltant del menjar. Cal no confondre-ho amb gastronomia, que englobaria a aquesta en un camp més general dedicat a tot allò relacionat amb la cuina.

Existeix un art culinari característic a cada poble, cultura i regió. Avui dia amb el fenomen de la globalització, amb la contínua comunicació de milions de persones i la influència dels mitjans de comunicació, així com del comerç han conduït a un major coneixement i estima de les cuines foranes, i una major facilitat per accedir a la seva preparació. No obstant això, una gran majoria d'aquestes receptes i les seves variacions tenen els seus orígens en les cuines tradicionals desenvolupades al llarg de molt temps, amb rituals de preparació transmesos al llarg de moltes generacions.
La cuina tradicional és un art fonamentalment social, amb caràcters locals i tradicionals, però la societat moderna ha aconseguit facilitar la seva elaboració, recolzat per la fàcil adquisició de matèries primeres que es conreen, de vegades, a milers de quilòmetres de distància. És important, en la cuina moderna, aquesta base de diferents orígens ètnics i culturals.